# Scott City, Missouri
Scott City är en ort i Cape Girardeau County, och Scott County i Missouri. Scott City uppstod år 1960 som resultatet av en kommunsammanslagning. Den nya kommunen bildades av Ancell och Fornfelt. År 1980 blev även Illmo en del av Scott City.